# Aktywna profilaktyka tąpaniowa
Aktywna profilaktyka tąpaniowa – metody zapobiegania tąpaniom poprzez rozładowanie naprężeń w strefach ich koncentracji lub sprowokowanie tąpnięcia.

## Metody aktywnej profilaktyki tąpań
- nawadnianie pokładu,
- wiercenia odprężające,
- strzelania wstrząsowe,
- strzelania wstrząsowo-urabiające,
- strzelania wstrząsowo-odprężająco-urabiające,
- strzelania torpedujące,
- strzelania zwałowe,
- strzelania przecinające,
- ukierunkowane hydroszczelinowanie skał,
- Ukierunkowane szczelinowanie skał metodą strzelniczą,
- Odprężanie pokładu przez wybranie pokładu sąsiedniego.